# Riềng tàu
Riềng tàu hay lương khương (danh pháp hai phần: Alpinia chinensis) là cây thân thảo thuộc họ Gừng.
Cây có mặt ở Malaysia, Lào, Đài Loan, Trung Quốc, Việt Nam (các khu vực: Lào Cai, Vĩnh Phúc, Ba Vì, Hà Tĩnh, Thừa Thiên Huế, Kon Tum, Lâm Đồng).
Cây có thể cao đến 1 m, ra hoa tháng 5 đến tháng 7. Thân rễ có thể dùng làm thuốc.